# Осада Тортосы (1810—1811)
Осада Тортосы (16 декабря 1810 года — 2 января 1811 года) — эпизод Пиренейской войны, осада французской армией под командованием дивизионного генерала (в дальнейшем маршала) Луи Габриэля Сюше укреплённого города Тортоса на северо-востоке Испании, который защищал испанский гарнизон во главе с генералом Лилли, графом де Алача. Осада прошла быстро, и 2 января 1811 года, менее чем через месяц после начала осады, Алача капитулировал. Осада Тортосы была одной из нескольких блестящих побед Сюше, который в результате сумел поставить под полный контроль своих войск территории сегодняшних провинций Валенсия и Каталония.

## Предыстория
К концу 1810 года завоевание Каталонии всё ещё не было завершено. Тортоса — укреплённый город на северном берегу реки Эбро, в её низовьях, примерно в 80 км к юго-западу от Таррагоны, с населением от 10 до 12 тыс. человек, имел важное стратегическое значение. Городской мост через Эбро был единственным, которым испанцы всё ещё владели. В силу этого, Тортоса позволяла перемещаться между Таррагоной и Валенсией, которую до сих пор удерживали испанцы. Соответственно, она была намного важней для испанцев, чем для французов.

## Осада
Тортоса была окружена французами уже в июне 1810 года, но правильная осада началась только в декабре. До этого момента в Черту, небольшой город примерно в 13 км к северу от Тортосы, свозились пушки (52 тяжёлых орудия), боеприпасы (30 тысяч артиллерийских снарядов) и порох (90 тыс. фунтов/40 тонн).
Сюше подошел к Тортосе с двенадцатью пехотными батальонами и осадным снаряжением. На другом берегу Эбро пять батальонов под командованием генерала Аббе заблокировали мост, через который Тортоса связывалась с Валенсией и южной Испанией.
Испанский гарнизон Тортосы насчитывал от 8 до 9 тыс. солдат и добровольцев.
Французская Арагонская армия прибыла к городу 16 декабря. Сюше решил атаковать южную стену города, потому что в этом районе характеристики почвы облегчали проведение осадных работ. Помимо основной атаки была также подготовлена ложная. Защитники сделали две вылазки, 24 и 28 декабря 1810 года, что вызвало некоторые задержки в проведении осадных работ. Их отразил полковник Руэль, что было упомянуто в депешах. 31 декабря французские инженеры подвели мины под стены, а ночью были установлены четыре 24-фунтовых артиллерийских орудия.
Утром 1 января 1811 года, ещё до того, как должна была начаться бомбардировка города осадной артиллерией, губернатор Тортосы представил свои условия капитуляции. Они были неприемлемы для Сюше, поскольку требовали позволить гарнизону уйти в Таррагону. Сюше выдвинул свои условия, однако граф де Алача, сочтя их оскорбительными, созвал военный совет, и выслушав мнения его членов, решил сражаться.
2 января французская артиллерия начала обстрел и быстро пробила брешь в стене. Алача поднял белый флаг, но Сюше подозревал, что это ещё один манёвр, чтобы выиграть время и получить помощь извне или отремонтировать стены, и решил продолжить подготовку к штурму. Однако нападение не произошло, потому что Сюше сообщил защитникам Тортосы, что они все будут убиты, а город будет разграблен и разрушен, если они не сдадутся на условиях, навязанных французами. Алача решил подписать капитуляцию.

## Итог
Погибло более 1 тыс. защитников против нескольких сотен французов. Тысячи испанцев попали в плен.
Несколько месяцев спустя настала очередь осады Таррагоны (28 июня 1811 года). Французы удерживали Тортосу вплоть до 18 мая 1814 года.